# カランボ滝

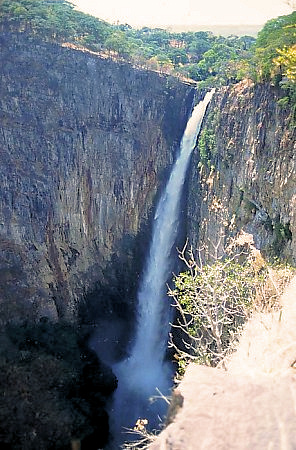
カランボ滝

カランボ滝（カランボたき、スワヒリ語:Maporomoko ya Kalambo、英語:Kalambo Falls）は、アフリカのザンビアとタンザニアの国境における滝で、タンガニーカ湖南端に位置する。落差はヴィクトリアの滝の2倍の235メートルで、アフリカ第2位である（第1位は南アフリカのTugela Falls）。